# Griselda (Canigó)
Griselda és un personatge de ficció del poema èpic Canigó escrit per Jacint Verdaguer i Santaló, el qual fou publicat l'any 1886.

## El personatge dins del context de l'obra
Griselda és una pastora catalana del segle xi, de la qual Gentil, fill del comte Tallaferro, s'enamora, però aquest (que ho descobrí en un aplec celebrat a l'entorn de l'ermita de Sant Martí del Canigó) li prohibí de tornar-la a veure. No la veié més perquè el comte Guifré (germà de Tallaferro), l'estimbà Canigó avall en descobrir que havia abandonat el lloc de guàrdia en la guerra contra els àrabs.

## Fragment literari escollit
| « | "CANT DE GENTIL Amor, amor, on me pujares?; on sou, amics?, on sou, mos pares?, i jo mateix, digau-me, on só? Digues-m'ho tu, Griselda bella, ma hermosa estrella de Canigó. I tu, ets del cel guspira eterna o sols fantàstica lluerna?; dus a l'infern o al paradís? Mes és ací tan dolç lo viure, veient somriure ton ull blavís! Què se me'n dona de la terra si et tinc ací, en est cim de serra? Mes com nos mira el sol naixent! Porta'm vers on surt com poncella que s'esbadella pel firmament. Dus-me vers on los ulls va a cloure de sa carrossa l'or fent ploure, rei que es retira a son palau, i de son golf al golf d'estrelles voguem entre elles per lo cel blau. Puja'm amunt, de branca en branca, des d'on lo món com arbre arranca fins al cimal entre el fruit d'or; puja'm amunt, i amunt encara, mostra'm la cara del Criador. Mes, si jo et tinc, per què m'enyoro?; si tu em somrius, doncs, de què ploro? Lo cor de l'home és una mar, tot l'univers no l'ompliria; Griselda mia, deixa'm plorar!." | » |